# Liste der Flugplätze in Kastilien-La Mancha
Diese Liste verzeichnet alle Flugplätze in der spanischen Autonomen Gemeinschaft Castilla-La Mancha, die von der spanischen Dirección General de Aviación Civil (DGAC) per Dekret in den Provinzen Albacete, Ciudad Real, Cuenca, Guadalajara und Toledo zugelassen und in der spanischen AIP veröffentlicht wurden. 

## Flugplätze
- Aeródromo de Almansa
- Aeródromo de Casarrubios del Monte
- Aeródromo de Casas de los Pinos
- Aeródromo de El Castaño
- Aeródromo de La Calderera
- Aeródromo de La Perdiz
- Aeródromo de Lillo
- Aeródromo de Ocaña
- Aeródromo de Ontur
- Aeródromo de Pozuelos de Calatrava
- Aeródromo de Robledillo de Mohernando
- Aeródromo de San Enrique
- Aeródromo de Sotos
- Aeródromo de Hiendelaencina-Alto Rey

## Heliport
- Base Aérea de Cañadillas

## Flughäfen
- Aeropuerto de Albacete-Los Llanos
- Aeropuerto de Ciudad Real,  (seit 2012 geschlossen)